# Índia, a Filha do Sol
Índia, a Filha do Sol è un film del 1982 diretto da Fábio Barreto.

## Produzione
Il film fu prodotto dalla Embrafilme, Filmes do Triângulo, Luiz Carlos Barreto Produções Cinematográficas.

## Distribuzione
Distribuito dall'Embrafilme, fu presentato in prima a Rio de Janeiro il 9 agosto e a San Paolo il 20 agosto 1982. In Ungheria, prese il titolo A Nap lánya, uscendo in sala il 4 luglio 1985: negli Stati Uniti, ribattezzato India, Daughter of the Sun, fu presentato a Los Angeles nel novembre 1990.